# Союз композиторов Свердловской области
Союз композиторов Свердловской области — общественная организация, объединяющая композиторов и музыковедов Свердловской области. Миссия Союза: сохранение традиций уральской композиторской школы и продвижение музыки уральских композиторов в стране и за рубежом.

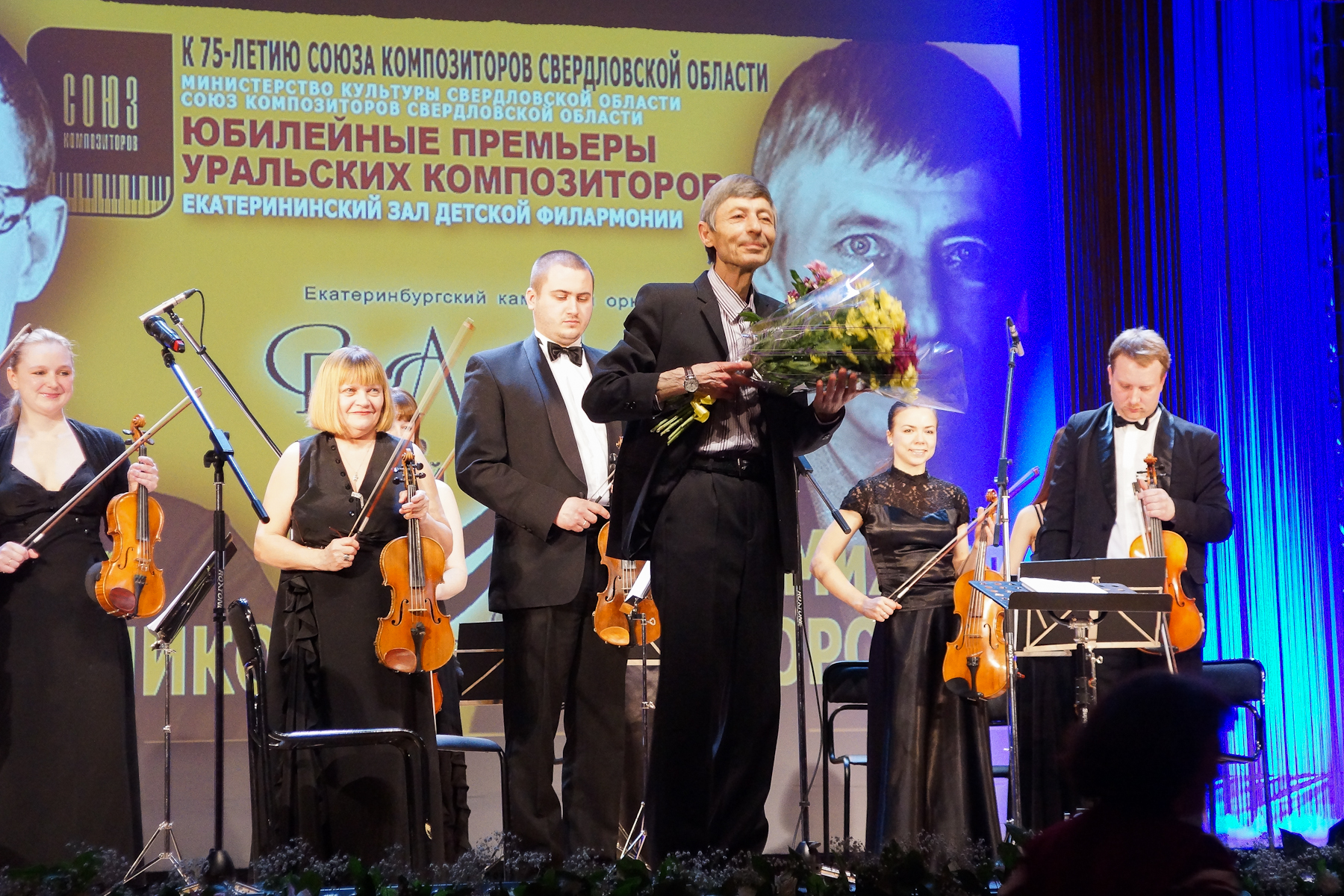
Концерт уральских композиторов

## История
В конце 1920-х-30-х годов в Свердловск приехали первые профессиональные композиторы: В. Н. Трамбицкий, М. П. Фролов, В. И. Щёлоков. Благодаря их деятельности на Урале возникает своя композиторская школа, а уже 16 мая 1939 года состоялось первое собрание Союза Советских композиторов города Свердловска, первым председателем которой был избран Маркиан Фролов. В январе 1966 года Свердловская организация СК СССР преобразована в Уральскую организацию СК РСФСР, объединив композиторов и музыковедов трёх крупнейших областей Урала — Свердловской, Челябинской, Пермской, а также Тюменской и Оренбургской. С 2013 года — РОО «Союз композиторов Свердловской области».
Председатели Уральской композиторской организации:
- 1939—1944 Фролов М. П.
- 1944—1948 Трамбицкий В. Н.
- 1948—1952 Щёлоков В. И.
- 1952—1959 Гибалин Б. Д.
- 1959—1961 Белоглазов Г. Н.
- 1961—1966 Пузей Н. М.
- 1966—1977 Топорков Г. Н.
- 1977—1988 Пузей Н. М.
- 1988—1992 Ниренбург О. Я.
- 1992—1995 Кобекин В. А.
- 1995—2006 Нименский А. Н.
- 2006—2013 Гуревич Л. И.
- с 2013 г. Пантыкин А. А.

## Творческий состав Союза композиторов Свердловской области на 2024 год
- АРТЁМОВ Андрей Александрович, композитор, родился 12 декабря 1996 г.
- БАРЫКИН Валентин Дмитриевич, композитор, родился 27 июля 1959 г.
- БАРЫКИНА Лариса Владимировна, музыковед, родилась 29 апреля 1958 г.
- БАСОК Максим Андреевич, композитор, родился 26 октября 1951 г.
- БЕСПАЛОВА Анастасия Алексеевна, композитор, родилась 1 ноября 1981 г.
- БОРИСКОВА Екатерина Владимировна, композитор, родилась 17 февраля 1996 г.
- БОРОДИН Борис Борисович, музыковед, родился 7 декабря 1951 г.
- БОЧАРОВ Владимир Матвеевич, композитор, родился 30 мая 1939 г.
- БЫЗОВ Андрей Борисович, композитор, родился 2 января 1953 г.
- ВАКАРЬ Лариса Владимировна, музыковед, родилась 29 марта 1965 г.
- ГОРЯЧИХ Владимир Иванович, композитор, родился 14 апреля 1929 г.
- ГУРЕВИЧ Леонид Иосифович, композитор, родился 5 ноября 1936 г.
- ЖЕМЧУЖНИКОВ Александр Валерьевич, композитор, родился 13 ноября 1975 г.
- ЗАБЕГИН Игорь Владиславович, композитор, родился 14 апреля 1944 г.
- ИВАНЧУК Наталия Николаевна, музыковед, родилась 14 августа 1968 г.
- КАЛУЖНИКОВА Татьяна Ивановна, музыковед, родилась 19 октября 1946 г.
- КЕСАРЕВА Маргарита Александровна, композитор, родилась 21 мая 1936 г.
- КОБЕКИН Владимир Александрович, композитор, родился 22 июля 1947 г.
- КОМАРОВА Татьяна Викторовна, композитор, родилась 24 мая 1954 г.
- КРАСИЛЬЩИКОВА Анна Геннадьевна, композитор, родилась 22 марта 1978 г.
- ЛОБАНОВА Екатерина Эдуардовна, композитор, родилась 26 февраля 1995 г.
- МАРЧЕНКО Оксана Геннадиевна, музыковед, родилась 20 декабря 1971 г.
- МУГИНШТЕЙН Михаил Львович, музыковед, родился 31 января 1949 г.
- ПАНТЫКИН Александр Александрович, композитор, родился 12 января 1958 г.
- ПЕРЕВАЛОВ Евгений Викторович, композитор, родился 4 октября 1970 г.
- РОДЫГИН Евгений Павлович, композитор, родился 16 февраля 1925 г.
- РЫЧКОВА Евгения Григорьевна, композитор, родилась 23 марта 1984 г.
- САМАРИНА Елена Николаевна, композитор, родилась 1 июня 1955 г.
- СЕРЕБРЯКОВА Любовь Алексеевна, музыковед, родилась 18 сентября 1947 г.
- СОРОКИН Михаил Иванович, композитор, родился 5 июля 1948 г.
- ТАБАЧНИК Лариса Наумовна, композитор, родилась 19 января 1948 г.
- ФОМИНА Нина Владимировна, музыковед, родилась 15 апреля 1945 г.
- ЩЕКАЛЁВ Евгений Степанович, композитор, родился 12 ноября 1945 г.
- ЩЕКАЛЁВА Юлия Евгеньевна, композитор, родилась 29 августа 1978 г.
- ЯКУШЕВА Татьяна Юрьевна, композитор, родилась 16 мая 1969 г.

## Молодёжная секция Союза композиторов Свердловской области
Существовала в период 1960-х по нач. 1970-х гг. под руководством А. Н. Нименского. Была возрождена, существовала с 2009 по 2020 гг. На основе Молодёжной секции функционировал ПИНГВИН-КЛУБ, организовывались вечера современной музыки, творческие лаборатории.

### Руководители
Александр Жемчужников (2009-2014)
Дмитрий Ремезов (2014-2015)
Сергей Ходыкин (2015-2017)
Роман Цыпышев (2017-2018)
Евгений Притужалов (2018-2020).